# ノーマン・ポドレツ

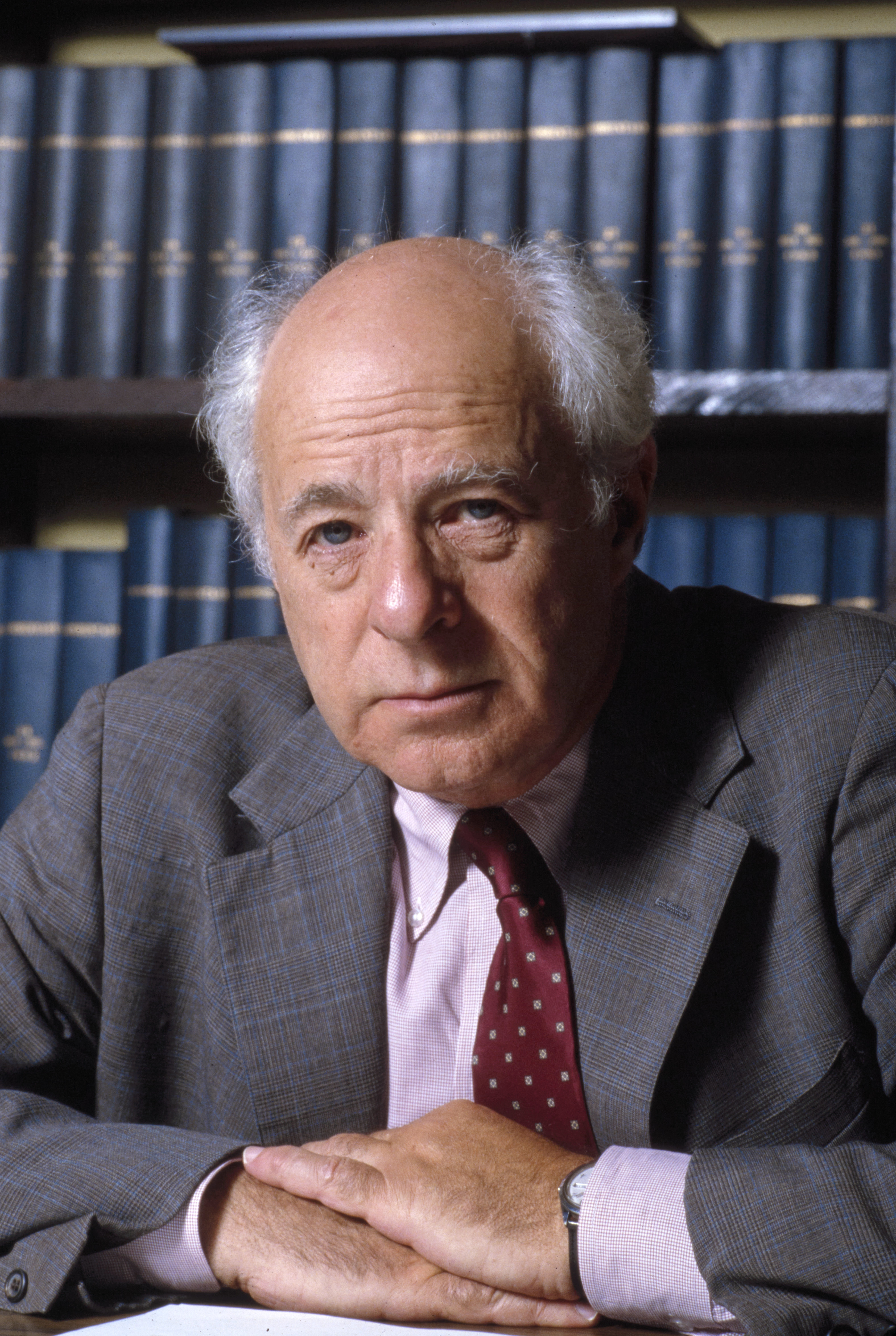
ノーマン・ポドレツ(1986年)

ノーマン・ポドレツ（Norman Podhoretz、1930年1月16日 - ）はアメリカ合衆国のユダヤ系知識人、政治学者。ネオコンの主要な思想家、著作家。

## 人物
ノーマン・ポドレツの生まれ育ったニューヨーク、ブルックリン区のブラウンズヴィルは低所得者層の居住区で、さまざまな人種の人々が住んでいた。ポドレツの家族は左翼で、姉は社会主義青年運動に参加していた。
ポドレツは学士号をコロンビア大学（彼はそこでライオネル・トリリングの下で学んだ）およびユダヤ教神学院から取得。当時のポドレツはザ・ファミリーと自身が呼ぶ左翼の仲間と共に、元々はアメリカ共産党機関紙だった高級紙でコロンビア大学の近辺に編集部があった『パルチザン・レビュー』に寄稿していた。その後、BA with first-class honors と MA をケンブリッジ大学で取得した。1967年、保守主義的エッセイ“My Negro Problem - And Ours."を発表して注目を浴びた。
1981年から1987年にかけて、ポドレツは合衆国情報庁でアドバイザーを務めた。1995年から2003年まで、ハドソン研究所にシニア・フェローとして勤務。現在は外交問題評議会のメンバーで、アメリカ新世紀プロジェクトともつながりがある。アメリカのユダヤ人コミュニティーの月刊誌『コメンタリー』の編集長を、1960年から引退する1995年まで務めていた。
2004年には大統領自由勲章を授与されたが、これは合衆国政府が文民に与える最高の名誉とされる。2008年アメリカ合衆国大統領選挙ではルドルフ・ジュリアーニの外交顧問を務めた。
作家のMidge Decterと結婚。コラムニストのジョン・ポドレツは彼の息子である。

## 著作

### 単著
- Doings and Undoings: the Fifties and After in American Writing, (Farrar, Straus, 1964).

井上謙治・百瀬文雄訳『行動と逆行動』（荒地出版社, 1970年）－アメリカの作家についてのエッセイ
- Making It, (Random House, 1967).　ISBN 0394434498

北山克彦訳『文学対アメリカ――ユダヤ人作家の記録』（晶文社, 1973年）－自伝
- Breaking Ranks: A Political Memoir, (Harper & Row, 1980).
- The Present Danger: "Do We Have the Will to Reverse the Decline of American Power?", (Simon and Schuster, 1980).　ISBN 0671413953
- Why We Were in Vietnam, (Simon and Schuster, 1982).　ISBN 0671445782
- The Bloody Crossroads: Where Literature and Politics Meet, (Simon and Schuster, 1986).　ISBN 0671618911

カミュ, ミラン・クンデラ, ヘンリー・アダムス, キッシンジャー, ソルジェニーツィン, オーウェル他についてのエッセイ
- Ex-Friends: Falling out with Allen Ginsberg, Lionel & Diana Trilling, Lillian Hellman, Hannah Arendt, and Norman Mailer, (Free Press, 1999).　ISBN 1893554171
- The Norman Podhoretz Reader: A Selection of his Writings from the 1950s through the 1990s, (Free Press, 2004).　ISBN 0743236610
- World War IV: the Long Struggle against Islamofascism, (Doubleday, 2007).

### 編著
- The Commentary Reader: Two Decades of Articles and Stories, (Atheneum., 1966).